# کایلی هاینز
کایلی هاینز (انگلیسی: Kayleigh Hines؛ زادهٔ ۲۷ فوریهٔ ۱۹۹۱) بازیکن فوتبال اهل انگلستان است که در پست هافبک برای لافبورو لایتنینگ بازی می‌کند. او قبلا برای ریدینگ بازی می‌کرد.